# Emerald Fennell
Esmeralda Lilly Fennell (Londres, 1 de outubro de 1985) é uma atriz, diretora e roteirista britânica. Ela apareceu em vários filmes de drama de época, como Albert Nobbs (2011), Anna Karenina (2012), The Danish Girl (2015), e Vita and Virginia (2018). Ela recebeu maior reconhecimento por seus papéis na série dramática de época da BBC Call the Midwife (2013–2017) e na série dramática de época da Netflix, The Crown (2019–2020).
Fennell também é conhecida como showrunner da segunda temporada da série de suspense da BBC America Killing Eve (2019), que lhe rendeu duas indicações ao Primetime Emmy Award. Ela ganhou ainda mais aclamação por escrever, dirigir e produzir o filme de suspense Promising Young Woman (2020), pelo qual recebeu três indicações ao Oscar: Melhor Filme, Melhor Diretor e Melhor Roteiro Original. Ela é a primeira mulher britânica a ser indicada pela Academia por direção.

## Filmografia

### Filmes
| Ano  | Título                | Papel               | Notas                                 |
| ---- | --------------------- | ------------------- | ------------------------------------- |
| 2010 | Mr Nice               | Rachel              |                                       |
| 2011 | Albert Nobbs          | Mrs Smythe-Willard  |                                       |
| 2012 | Anna Karenina         | Princesa Merkalova  |                                       |
| 2015 | The Danish Girl       | Elsa                |                                       |
| 2015 | Pan                   | Commander           |                                       |
| 2018 | Vita & Virginia       | Vanessa Bell        |                                       |
| 2018 | Careful How You Go    | —                   | Curta-metragem; escritora e produtora |
| 2020 | Promising Young Woman | Video Tutorial Host | Diretora, escritora e produtora       |
| 2023 | Barbie                |                     |                                       |
| TBA  | Zatanna               | —                   | Escritora                             |

### Televisão
| Ano       | Título                   | Papel                 | Notas                                          |
| --------- | ------------------------ | --------------------- | ---------------------------------------------- |
| 2007      | Trial & Retribution      | Sheena                | Episódio: "Sins of the Father - Part 1"        |
| 2010      | New Tricks\|             | Vicky (Receptionista) | Episode: "Coming Out Ball"                     |
| 2010      | Any Human Heart          | Lottie                | 3 episódios                                    |
| 2011–2013 | Chickens                 | Agnes                 | 7 episódios                                    |
| 2013      | Blandings                | Monica Simmons        | Episódio: "Problem with Drink"                 |
| 2013      | The Lady Vanishes        | Odette                | Filme televisivo                               |
| 2013      | Murder on the Home Front | Issy Quennell         | Filme televisivo                               |
| 2013–2017 | Call the Midwife         | Nurse Patsy Mount     | 27 episódios                                   |
| 2016      | Drifters                 | Lizzie                | Episódio: "Halloween"; escritora (6 episódios) |
| 2017      | Victoria                 | Ada Lovelace          | Episódio: "Green Eyed Monster"                 |
| 2019      | Killing Eve              | —                     | Escritora e produtora executiva; 8 episodes    |
| 2019–2020 | The Crown                | Camilla Parker Bowles | 7 episódios                                    |

## Prêmios e Indicações

#### Oscar
| Ano  | Categoria               | Trabalho              | Resultado |
| ---- | ----------------------- | --------------------- | --------- |
| 2021 | Melhor Filme            | Promising Young Woman | Indicado  |
| 2021 | Melhor Direção          | Promising Young Woman | Indicado  |
| 2021 | Melhor Roteiro Original | Promising Young Woman | Venceu    |

#### Globo de Ouro
| Ano  | Categoria            | Trabalho              | Resultado |
| ---- | -------------------- | --------------------- | --------- |
| 2021 | Melhor Direção       | Promising Young Woman | Indicado  |
| 2021 | Melhor Roteiro       | Promising Young Woman | Indicado  |
| 2021 | Melhor Filme - Drama | Promising Young Woman | Indicado  |

#### BAFTA
| Ano  | Categoria               | Trabalho              | Resultado |
| ---- | ----------------------- | --------------------- | --------- |
| 2021 | Melhor Filme            | Promising Young Woman | Indicado  |
| 2021 | Melhor Direção          | Promising Young Woman | Indicado  |
| 2021 | Melhor Roteiro Original | Promising Young Woman | Venceu    |
| 2021 | Melhor Filme Britânico  | Promising Young Woman | Venceu    |

#### Emmy Awards
| Ano  | Categoria                                   | Trabalho    | Resultado |
| ---- | ------------------------------------------- | ----------- | --------- |
| 2019 | Melhor Série Dramática                      | Killing Eve | Indicado  |
| 2019 | Melhor Roteiro em Série Dramática           | Killing Eve | Indicado  |
| 2021 | Melhor Atriz Coadjuvante em Série Dramática | The Crown   | Indicado  |

#### SAG Awards
| Ano  | Categoria                        | Trabalho  | Resultado |
| ---- | -------------------------------- | --------- | --------- |
| 2021 | Melhor Elenco em Série Dramática | The Crown | Venceu    |

#### Independent Spirit Awards
| Ano  | Categoria      | Trabalho              | Resultado |
| ---- | -------------- | --------------------- | --------- |
| 2021 | Melhor Direção | Promising Young Woman | Indicado  |
| 2021 | Melhor Roteiro | Promising Young Woman | Venceu    |